# Karl Kemedinger
Karl Kemedinger (* 29. September 1897 in Erdberg, Südmähren; † 1. Mai 1964 in Ilmenau) war ein deutscher Porzellan-Designer, Bildhauer und Maler.
Nach der Schule begann Kemedinger eine Ausbildung an der Staatsfachschule für Tonindustrie in Znaim, die durch den Ersten Weltkrieg unterbrochen wurde. Infolgedessen wanderte er aus der neugegründeten Tschechoslowakei aus und ging nach Dresden, später nach Magdeburg und schließlich nach Ilmenau, wo er als Designer in der größten Porzellanfabrik der Stadt, Graf von Henneberg Porzellan Ilmenau, tätig war. Nebenbei arbeitete er auch für andere Porzellanhersteller, etwa Metzler & Ortloff. Sein Spezialgebiet waren hierbei Tierplastiken, ebenso schuf er Reliefbilder und Malereien.
Kemedinger war 1958 auf der Vierten Deutschen Kunstausstellung in Dresden mit einer Porzellanvase vertreten.